# Fritsch (Unternehmen)
Die Fritsch Bakery Technologies (Eigenschreibweise: FRITSCH) gehört seit 2019 zur Multivac-Sepp-Haggenmüller-Gruppe und ist ein Maschinen- und Anlagenbauunternehmen mit Sitz in Markt Einersheim bei Kitzingen. Der Maschinenbauer ist ein weltweit führender Anlagenhersteller für Bäckereien und Backwarenproduzenten. Knapp 80 Prozent des Umsatzes werden im Ausland generiert.

## Produkte
Fritsch ist auf Maschinen und Anlagen für Bäckereien spezialisiert. Das Produktspektrum deckt die Bedürfnisse verschiedener Betriebsgrößen, vom kleinen Handwerksbetrieb bis hin zur industriellen Fertigung, ab. Das Unternehmen stellt Maschinen und Anlagen für die Teigbandformung (Teigausrollmaschinen), die Laminiertechnik für Blätter- und Plunderteige, Aufarbeitungslinien (für alle Arten von Teigen und Gebäcken), Kühl- und Gärbänder und komplette Fertigungsstraßen für Pizza, Croissants, Brezeln, rustikale Brote und Brötchen, Feingebäck, Dünnteig und Toastbrot her.

## Standorte
Der Unternehmenssitz mit Stammwerk ist in Markt Einersheim. Weitere Standorte in Deutschland befinden sich in Kitzingen mit der Fritsch World of Bakery, dem Technologie und Innovationszentrum. Im Ausland ist Fritsch mit den 87 Multivac-Standorten vertreten.

## Geschichte
1926 wurde das Unternehmen durch Alois Fritsch in Wiese bei Jägerndorf in der damaligen Tschechoslowakei (heute Tschechien) gegründet. Zur damaligen Zeit entwickelte und fertigte das Unternehmen Landwirtschaftsmaschinen und Zubehör. 1948 erfolgte die Neugründung des Unternehmens nach Ende des Zweiten Weltkriegs in Markt Einersheim. Vier Jahre später, also im Jahre 1952, wurden Maschinen und Anlagen für Bäckereien ins Sortiment aufgenommen. Zudem trat Adolf Fritsch, der Sohn von Alois Fritsch, in das Unternehmen ein. 1954 entwickelte Fritsch die Teigausrollmaschine Rollfix, die in den Folgejahren weiter automatisiert und mit Zusatzgeräten erweitert wurde. 1960 wurde Adolf Fritsch Geschäftsführer. Neun Jahre später startete Fritsch im US-Markt und gründete zudem in Wiesentheid eine eigene Eisen- und Metallgießerei.
In den 1970er-Jahren wurden die Arbeiten in Bäckereien zunehmend automatisiert und Fritsch brachte den Aufbereitungstisch AT Varioline auf den Markt. Mit dem neu entwickelten Satellitenkopf für Laminieranlagen leitete Fritsch 1979 das Konzept Soft-processing ein, was für eine schonende Teigbehandlung sorgen sollte. 1981 nahm Fritsch Tiefkühltechnik für Bäcker ins Lieferprogramm auf und stellte die erste automatische Rollfix vor. Ein Jahr später erfolgte der Markteintritt in Frankreich und Großbritannien. Im gleichen Jahr konnte der neue Croissantomat 2000 als erste Anlage weltweit Croissants in allen Größen produzieren. 1987 entwickelte Fritsch ein modulares Konzept für große Industrielinien (Impressa).
1989 trat Klaus Fritsch neben seinem Vater Adolf in die Geschäftsführung ein. Im gleichen Jahr kamen neben der Impressa bread für die industrielle Herstellung mediterraner Spezialbrote, auch die erste elektronisch gesteuerte Rollfix und die Feingebäcklinie Euroline auf den Markt. 1992 gründete das Unternehmen das Fritsch Technology Center mit einer Demonstrationsbackstube. Vier Jahre später, im Jahre 1996, übergab Adolf Fritsch die Geschäftsführung an seinen Sohn Klaus Fritsch, die Tochtergesellschaft in den USA wurde gegründet und die Teiglaminieranlage Laminator 3000 sowie die Feingebäcklinie Easyline und das CTR-System für gewickelte Gebäcke kamen auf den Markt.
Zwei weitere Tochtergesellschaften kamen 1997 dazu. Fritsch UK und die auf das Projektgeschäft spezialisierte Fritsch BTT wurden gegründet. Der Anlagenhersteller stieg mit Gründung der Fritsch BTT ins internationale Turnkey-Projektgeschäft ein. 1998 wurde die für die vertrieblichen Aufgaben zuständige Fritsch Vertriebsgesellschaft gegründet. Zudem kam im gleichen Jahr das CSTR-System für die industrielle Croissantfertigung auf den Markt. Nach langjähriger Entwicklung kam 1999 der automatische Brezelschlinger Multitwist mit einer Stundenleistung von 16.000 Brezeln und mehr auf den Markt. Im Bereich der industriellen Brezelherstellung ist Fritsch seither Weltmarktführer. 1999 wurde auch Fritsch Italia gegründet.
Im Jahr 2002 kam die Multiline zur platzsparenden Herstellung von Bändern aus Teigen aller Art auf den Markt. Mit der Multicut stellte Fritsch 2003 eine Aufarbeitungsmaschine mit Stanz-Dreh-Prozess vor. 2006 wurde Fritsch Russia gegründet und die Croissantmaschine STR für die industrielle Croissanterzeugung (bis zu 50.000 Stück in der Stunde) vorgestellt. Fritsch Polska wurde 2007 gegründet.
Am 16. April 2019 musste das Unternehmen vor dem zuständigen Amtsgericht in Würzburg Insolvenz beantragen. Am 3. Juli 2019 wurde bekannt gemacht, dass der Verpackungsspezialist Multivac Sepp Haggenmüller (Wolfertschwenden) das Unternehmen übernehmen möchte, jedoch ohne Grundstücke und Gebäude. Nach Prüfung und Zustimmung durch das Bundeskartellamt ist seit dem 1. August 2019 das Unternehmen als Fritsch Bakery Technologies GmbH & Co. KG ein Teil der Multivac-Gruppe.